# Kirberg (Solingen)
Kirberg ist ein aus einer Hofschaft hervorgegangener Wohnplatz in der bergischen Großstadt Solingen.

## Lage und Beschreibung
Der heute in der geschlossenen Bebauung aufgegangene Ort Kirberg befindet sich am Nordrand des Stadtbezirks Burg/Höhscheid nahe der Grenze zu Solingen-Mitte. Die ursprünglich zu dem Ort gehörenden Gebäude befanden sich zwischen der heutigen Beckmann-, der Kirberger Straße sowie dem Bismarckplatz. Die umgebende Bebauung stammt heute zum Großteil aus der Vor- und Zwischenkriegszeit, Kirberg selbst wurde erst in der Nachkriegszeit durch Wohnhäuser neu bebaut. Westlich befinden sich die Grünanlage Bismarckplatz sowie die Kleingartenanlage Gabelsberger Straße. Nördlich verläuft die Bundesstraße 229, die Schützenstraße.
Benachbarte Orte sind bzw. waren (von Nord nach West): Schützenfeld, Schützenhöhe, Kirschbaumshöhe, Maushöhe, Dornsiepen, Hoppenböcken, Schlicken, Böckerhof, Unnersberg, Irlen, Wiedenhof und Werwolf.

## Geschichte
Der Kirberger Hof gehörte zur Villikation des Solinger Fronhofes, der 1363 an die Abtei Altenberg verkauft wurde. Im Zehntverzeichnis der Abtei Altenberg aus dem Jahre 1488 wird der Ort als Kyrbaich (also Kyrbach) erstmals urkundlich erwähnt.:1 In dem Kartenwerk Topographia Ducatus Montani von Erich Philipp Ploennies, Blatt Amt Solingen, aus dem Jahre 1715 ist der Ort mit zwei Hofstellen verzeichnet und als Kirberg benannt. Die Topographische Aufnahme der Rheinlande von 1824 verzeichnet den Ort als Kirberg, die Preußische Uraufnahme von 1844 verzeichnet ihn ebenso als Kirberg. In der Topographischen Karte des Regierungsbezirks Düsseldorf von 1871 ist der Ort ebenfalls als Kirberg verzeichnet.
Kirberg gehörte nach Gründung der Mairien und späteren Bürgermeistereien zur Bürgermeisterei Dorp, die im Jahre 1856 das Stadtrecht erhielt, und lag dort in der Flur X. Feld. Die Bürgermeisterei beziehungsweise Stadt Dorp wurde nach Beschluss der Dorper Stadtverordneten zum 1. Januar 1889 mit der Stadt Solingen vereinigt. Damit wurde Kirberg ein Ortsteil Solingens.
Die Stadt Dorp war bis in die 1870er Jahre hinein in ihrer äußeren Gestalt eine Landgemeinde geblieben und nahm erst in den 1880er Jahren an der Nordgrenze zu Solingen unter anderem durch den Neubau eines Rathauses städtische Strukturen an. In den 1880er Jahren war auch bereits die Bebauung des Gebietes rund um Kirberg und Böckerhof geplant worden. Anstelle der losen Besiedlung durch einzelne Hofschaften war die flächenhafte Bebauung durch Wohngebäude und Industrie vorgesehen. Zahlreiche Straßen wurden angelegt, um das Gelände zu erschließen, darunter auch die Kirberger Straße, die nach dem Ort benannt ist. Die Bebauung der Straßen erfolgte jedoch zum größten Teil erst nach dem Zusammenschluss mit Solingen, die meisten Wohnhäuser entstanden sogar erst in der Zwischenkriegszeit.
Bereits 1877 wurde westlich der heutigen Bismarckstraße die Ziegelei Küllenberg angelegt, die eine der größten Ziegeleien in Solingen war. Der Betrieb wurde im Ersten Weltkrieg eingestellt und große Teile der ehemaligen Fabrikhallen abgerissen. Dort befindet sich heute die Kleingartenanlage Gabelsberger Straße. Teile der ehemaligen Ziegeleigebäude nutzen heute die Firma Kraftverkehr Gebr. Wiedenhoff sowie ein Autohändler an der Bismarckstraße.
Die Gebäude des Kirberger Hofes wurden vermutlich in den 1950er Jahren abgerissen. An ihrer Stelle entstanden in der Nachkriegszeit Neubauten mehrerer Wohnhäuser. Der Ortsname ist bis auf den Straßennamen heute nicht mehr gebräuchlich.